# 문화예술공로훈장
문화예술공로훈장(프랑스어: Ordre des Arts et des Lettres)은 프랑스 문화부가 1957년 제정한 훈장이다. 사령관장(Commandeur), 장교장(Officier), 기사장(Chevalier) 3등급으로 구성된 공훈장으로 예술, 문학 등 분야의 진흥에 공로가 있는 사람을 기리기 위해 수여되고 있다.